# 拡張プレイ
拡張プレイ (かくちょうプレイ) は、膣・肛門・尿道などを拡張する性的行為。SMプレイでよく見られる。

## 概要
拡張プレイは、性行為の前段、特に肛門性交を行うための調教の一つである。通常性体験の少ない女性や男性は膣や肛門への挿入に対し痛みや不安を覚えることが多い。張形などを用い膣口や肛門を充分に拡張してから行為に及ぶことで、無用な痛みや外傷を与えずにすむ。心理的にも「性的使用に適した肉体にされてしまった」という被虐感を植えつけることが出来るのでSM的な観点から好まれるプレイである。肛門性交の愛好者は肛門への自慰行為とともに自力で行うことがある。また、膣や肛門を傷つけないように配慮するために医療系プレイの側面も持つ。

## 拡張方法
膣口や肛門周辺の括約筋を開くことにより、より太いものを挿入する訓練を行う。
- 器具を用いない場合

もっともポピュラーな方法は指による拡張である。指の挿入を繰り返すことで括約筋を拡げるとともに性感を高める。その後指2本、3本と束ねることでより太いものの挿入に慣れさせる。指が数本入るようになったら両手の指を挿入し、割り開くようにすることで羞恥心や恐怖を与えることができる。
指が入るようになったら、拳を入れる（フィストファック）、つま先を入れるなどより太いものを入れることで、マゾヒストに性的玩具であることを再認識させる、などのプレイに移行することもある。
- 器具を用いる場合

アダルトショップなどで販売されているバイブレーターや肛門拡張棒などを用いる。拡張棒は大人の人差し指程度の太さのものが数本セットになっているので、必要に応じて本数を増やして使う。医療器具としての拡張棒は直径がミリからセンチ単位で太くなるセットもある（これは肛門手術の術前措置用とも言われるがきわめて前時代的な用具である）。
アナルプラグと呼ばれる栓を挿入して生活させる。常に異物感があるために羞恥プレイの側面も持つ。アナルプラグには拡張用に直径の太いものがあるので、慣れるにしたがって太いものに換えていく。脱落防止のベルトを配し施錠すればハードな調教となる。排泄のコントロールも出来るのでSMプレイとしては効果的である。
また、クスコや肛門内視鏡などの医療器具の挿入なども拡張調教の一部として行うことがある。
拡張用具としてバルーンの付加された張り型があり、挿入後ポンプで膨らませることによって内側から拡張することができる。これは挿入口を拡げないために羞恥心は少ないが、肉体の内側から拡張される被虐感が期待できる。
尿道を拡張する場合は器具を用いるのが一般的である。もともと異物が挿入される前提の器官ではないので、リドカイン入りのゼリーや消毒薬を用いないと尿道炎や膀胱炎を起こす危険が極めて高い。充分に拡張された場合細めのディルドーが挿入可能になるほど広がる。物理的に女性の方が拡張しやすい。

### 注意点
膣口や肛門は敏感な粘膜なので乱暴な挿入は禁物である。細菌感染を防ぐために医療用のラバーグローブ(ラテックスタイプ)を用い、殺菌・消炎作用のある軟膏を塗布しながら行うことで、膣や肛門の炎症や化膿を抑えることができる。またリドカイン配合の局所麻酔作用のあるゼリーを塗布することで無用な痛みを抑えられる。バイブレーターや拡張棒を挿入する際はコンドームなどをかぶせ衛生面に配慮する。間違っても肛門に挿入した指や棒をそのまま膣口に挿入してはならない。
拡張が目的の場合は（特に肛門）激しい出し入れを行なわないこと。粘膜が炎症を起こし、腫れる、痛みが残る、など良いことは無い。また痔や脱肛の原因ともなるので充分な配慮が必要である。
また肛門刺激は便意を催させるので、拡張前は浣腸しておくことが一般的である。

## 俗説と迷信
子どもを生んだ女性は出産後膣が伸びて性交時に男性の快感が薄れると言われている。俗にシマリが悪くなるというこの話から、ポルノ小説や成人向け漫画などで膣口も肛門も拡張の結果、元に戻らないと描写されることがあるが、数ヶ月以上拡張行為を行なわずに普通の生活をしていれば充分にもとに戻る（括約筋を損傷した場合は別）。
また、太いものの挿入に慣れてしまえば細いものの挿入で快感を得られない、と言う考えが根強いが、それは刺激に対する精神的な慣れであり肉体的な器質の問題ではない。拡張により緩やかに刺激を受け続けることで痛覚や圧迫感は麻痺していくものである。
女性であれば膣内にポルチオ性感があるために、奥に届く長ささえあれば快感は得られると言われている。男性であれば肛門内に前立腺があるため開発さえすれば性的快感を得られるとも言う。